# Babis (mitologia)
Babis va ser un sàtir frigi, germà de Màrsias. Màrsias va ser rival d'Apol·lo en l'art de la música, i va ser mort i escorxat pel déu per haver dit que tocava millor que ell.
Babis tocava la flauta d'un sol tub, mentre que el seu germà tocava la flauta doble o aulos. Com que era un "innocent" i tocava la flauta molt malament, s'estalvià la còlera divina i no va ser castigat per Apol·lo com el seu germà.